# Annabergit
Annabergit även känt som Nickelockra eller Nickelblomma är ett äppelgrönt kristallvattenhaltigt nickelmineral med den kemiska formeln Ni3(AsO4)2·8H2O.
Annabergit, som är uppkallat efter Annaberg i Tyskland där det först påträffades, förekommer som pulverformiga beläggningar och har bildats genom oxidation av nickelarsenidmalmer. Annabergit har bland annat påträffats i Lainejaurs nickelgruva, Malå kommun och Gladhammargruvan i Småland.